# Newest Zealand
Newest Zealand – drugi album studyjny Borysa Dejnarowicza, wydany 19 października 2010 r. nakładem wytwórni Ampersand Records.  W nagraniach gościnnie wzięli udział m.in. Ala Boratyn, Krzesimir Dębski oraz członkowie grup Afro Kolektyw, Muchy, Renton, Mitch & Mitch, Furia Futrzaków i Kolorofon.
Wszystkie kompozycje są autorstwa Dejnarowicza. Powstały w 2007 i na początku 2008 roku, w tym dwie z nich jeszcze przed odejściem muzyka z The Car Is on Fire. 
Wśród swoich inspiracji artysta wymieniał takich wykonawców, jak Burt Bacharach, Stereolab, The Beach Boys, Jim O’Rourke, Neil Young, Sam Prekop, The Beatles, Phoenix, Electric Light Orchestra, The Flaming Lips, Robert Wyatt i Kings of Convenience.
Studyjne i koncertowe zaplecze projektu stanowi zespół o tej samej nazwie, w skład którego wchodzą muzycy Afro Kolektywu i Excessive Machine.
- Borys Dejnarowicz
- Remek Zawadzki
- Paweł Zalewski
- Piotr Zalewski
- Stefan Głowacki
- Peter Bergstrand (2009–2010)[6]

## Lista utworów i twórcy
| 1.  | Lines Are Invisible | 2:30  |
|     | Borys Dejnarowicz – śpiew, gitara akustyczna, fortepian; Peter Bergstrand – gitara basowa, syntezator, programowanie |       |
| 2.  | He Said He's Sad | 2:44  |
|     | Borys Dejnarowicz – śpiew, fortepian; Michał Wiraszko – śpiew; Anna Stanisławska – śpiew; Michał Szturomski – gitara; Piotr Maciejewski – fortepian elektryczny; Peter Bergstrand – syntezator; Piotr Zalewski – gitara basowa; Remek Zawadzki – perkusja, instrumenty perkusyjne                                |       |
| 3.  | Expedition Visa | 2:23  |
|     | Borys Dejnarowicz – śpiew, fortepian; Michał Pruszkowski – śpiew; Michał Szturomski – gitara; Paweł Zalewski – harfa celtycka; Peter Bergstrand – syntezator, efekty dźwiękowe; Maciej Jabłoński – skrzydłówka; Jarosław Zawadzki – klarnet, saksofon; Remek Zawadzki – perkusja, instrumenty perkusyjne         |       |
| 4.  | Nuke Nuke | 5:11  |
|     | Borys Dejnarowicz – śpiew, gitara, gitara akustyczna; Kinga Miśkiewicz – śpiew; Michał Szturomski – gitara; Peter Bergstrand – syntezator, fortepian elektryczny, organy elektryczne; Miłosz Pękala – wibrafon; Piotr Zalewski – gitara basowa; Remek Zawadzki – perkusja                                        |       |
| 5.  | Two Ways | 3:06  |
|     | Borys Dejnarowicz – śpiew, gitara akustyczna; Ala Boratyn – śpiew; Piotr Mazurek – śpiew; Michał Szturomski – gitara; Peter Bergstrand – fortepian elektryczny, dzwonki; Marta Zalewska – skrzypce; Piotr Zalewski – gitara basowa, altówka; Remek Zawadzki – perkusja, instrumenty perkusyjne                   |       |
| 6.  | Splash Boom Crash | 6:40  |
|     | Borys Dejnarowicz – śpiew; Paweł Zalewski – śpiew; Michał Szturomski – gitara; Peter Bergstrand – syntezator; Piotr Zalewski – gitara basowa, altówka; Remek Zawadzki – perkusja, efekty dźwiękowe |       |
| 7.  | As Sure as Sunrise | 3:31  |
|     | Borys Dejnarowicz – śpiew, fortepian; Piotr Kazimierczuk – śpiew; Michał Szturomski – gitara; Peter Bergstrand – clavinet; Marta Zalewska – skrzypce; Maciej Jabłoński – trąbka; Miłosz Pękala – ksylofon; Piotr Zalewski – gitara basowa, altówka; Remek Zawadzki – perkusja, instrumenty perkusyjne            |       |
| 8.  | Neocortex | 2:35  |
|     | Borys Dejnarowicz – śpiew, fortepian, instrumenty perkusyjne; Michał Szturomski – gitara; Remek Zawadzki – instrumenty perkusyjne; Jarosław Zawadzki – klarnet, saksofon; Piotr Zalewski – gitara basowa; Peter Bergstrand – syntezator, programowanie, instrumenty perkusyjne                                   |       |
| 9.  | Yours Sincerely | 4:59  |
|     | Borys Dejnarowicz – śpiew, gitara; Anna Stanisławska – śpiew; Michał Szturomski – gitara; Peter Bergstrand – syntezator, organy elektryczne, fortepian; Miłosz Pękala – wibrafon; Marta Zalewska – skrzypce; Piotr Zalewski – gitara basowa, altówka; Remek Zawadzki – perkusja, instrumenty perkusyjne          |       |
| 10. | Rensen Brink | 2:41  |
|     | Borys Dejnarowicz – śpiew, gitara akustyczna; Michał Szturomski – gitara; Peter Bergstrand – fortepian elektryczny, dzwonki; Marta Zalewska – skrzypce; Mikołaj Pospieszalski – kontrabas; Remek Zawadzki – perkusja, instrumenty perkusyjne                                                                     |       |
| 11. | Dreamt of You | 2:32  |
|     | Borys Dejnarowicz – śpiew, gitara, klaskanie; Magda Kowalska – śpiew; Marek Karwowski – śpiew; Michał Szturomski – gitara; Marta Zalewska – skrzypce; Piotr Zalewski – altówka, gitara basowa; Peter Bergstrand – fortepian elektryczny, klaskanie; Remek Zawadzki – perkusja, klaskanie, instrumenty perkusyjne |       |
| 12. | Elimination & Lemon | 1:45  |
|     | Borys Dejnarowicz – śpiew, fortepian; Krzesimir Dębski – skrzypce |       |
|     | | 40:37 |
|     | |       |
| muzyka i tekstyBorys Dejnarowicz aranżacja - Borys Dejnarowicz - Peter Bergstrand (tylko ścieżki: 1, 3, 5, 6, 8, 10, 11, 12) - Piotr Maciejewski (2) - Remek Zawadzki (3, 4, 5, 6, 7, 9, 10, 11) produkcja - Peter Bergstrand - Borys Dejnarowicz masteringPeter Bergstrand | miksowanie - Błażej Domański (4) - Kamil Biedrzycki (2, 5, 6, 11) - Karol Mańkowski (7, 9) - Peter Bergstrand (1, 5, 7, 9, 12) - Miłosz Wośko (3, 8, 10) realizacja nagrań - Peter Bergstrand - Remek Zawadzki (harfa, saksofon, klarnet) - Jacek Gładkowski (fortepian) okładkaBeata Danowska zdjęciaJan Wawrynkiewicz |